# Sorcova

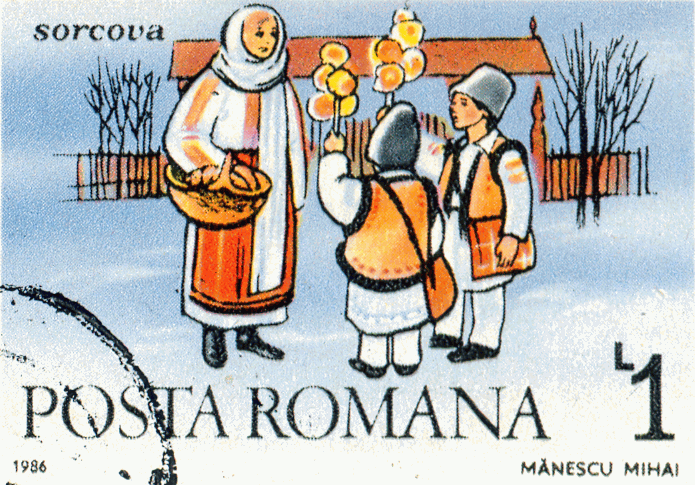
Sorcova pe un timbru poștal românesc

Sorcova este un obicei popular românesc, practicat pe 1 ianuarie.
Aparținând obiceiurilor de Anul Nou, umblatul cu Sorcova e mai cu seamă bucuria copiilor. Aceștia poartă o crenguță înmugurită de copac sau o sorcovă confecționată dintr-un băț în jurul căruia s-au împletit flori de hârtie colorată. 
Numele de Sorcova vine de la cuvântul bulgar surov (verde fraged), aluzie la ramura abia îmbobocită, ruptă dintr-un arbore.
Înclinată de mai multe ori în direcția unei anumite persoane, Sorcova joacă întrucâtva rolul unei baghete magice, înzestrate cu capacitatea de a transmite vigoare și tinerețe celui vizat. Textul urării, care amintește de o vrajă, nu face decât să întărească efectul mișcării Sorcovei.
Sorcovitul poate fi și prilej de blesteme.
Ca obiect ritual, Sorcova se păstrează peste an ca ceva sfânt agățată pe peretele de răsărit, la icoană, sau pe tavan, la meștergrindă (Muntenia, Oltenia, Dobrogea, Moldova).
Textul Sorcovei este fix, și variază ușor în funcție de regiune. Iată una din forme:
Sorcova, vesela, 

Să trăiți, să-mbătrâniți, 

Ca un măr, ca un păr, 

Ca un fir de trandafir, 

Tare ca piatra, 

Iute ca săgeata, 

Tare ca fierul, 

Iute ca oțelul. 

La anul și la mulți ani!
O altă variantă a textului este următoarea:
Sorcova, vesela,

Să trăiți, să-mbătrâniți, 

Ca un măr, ca un păr 

Ca un fir de trandafir. 

Ca merii, ca perii, 

În mijlocul verii; 

Ca vița de vie 

La Sfântă Mărie 

Tare ca piatra, 

Iute ca săgeata 

Tare ca fierul  

Iute ca oțelul. 

Vacile lăptoase, 

Oile lânoase, 

Porcii unsuroși 

Copii sănătoși 

Câte cuie sunt pe casă 

Atâția galbeni pe masă. 

La anul și la mulți ani! 

Să trăiți să ne dați bani.
Altă variantă:
Sorcova,

Vesela,

Peste vară,

Primăvară,

Să trăiți,

Să-mbătrâniți.
Să-nfloriți,

Să mărgăriți,

Ca un măr,

Ca un păr,

Ca un fir

De trandafir.

Tare ca piatra,

Iute ca săgeata,

Tare ca fierul,

Iute ca oțelul,

La anu'

Și la mulți ani.